# Bazavluk
Bazavluk, popř. Buzuluk (rusky Базавлук nebo Бузулук, ukrajinsky Базавлук nebo Бузулук) je řeka v Dněpropetrovské oblasti na Ukrajině. Je 157 km dlouhá. Povodí má rozlohu 4200 km².

## Průběh toku
Ústí zprava do Kachovské přehrady na Dněpru.

## Vodní stav
Řeka má obecně málo vody a v létě na značné délce toku často vysychá.

## Využití
Na řece leží město Pokrov.